# Carpinus microphylla
Carpinus microphylla är en björkväxtart som beskrevs av Zui Zuei Ching Chen, Y.S.Wang och J.P.Huang. Carpinus microphylla ingår i släktet avenbokar, och familjen björkväxter. Inga underarter finns listade.